# ツェントラル鉄道ABeh150形電車

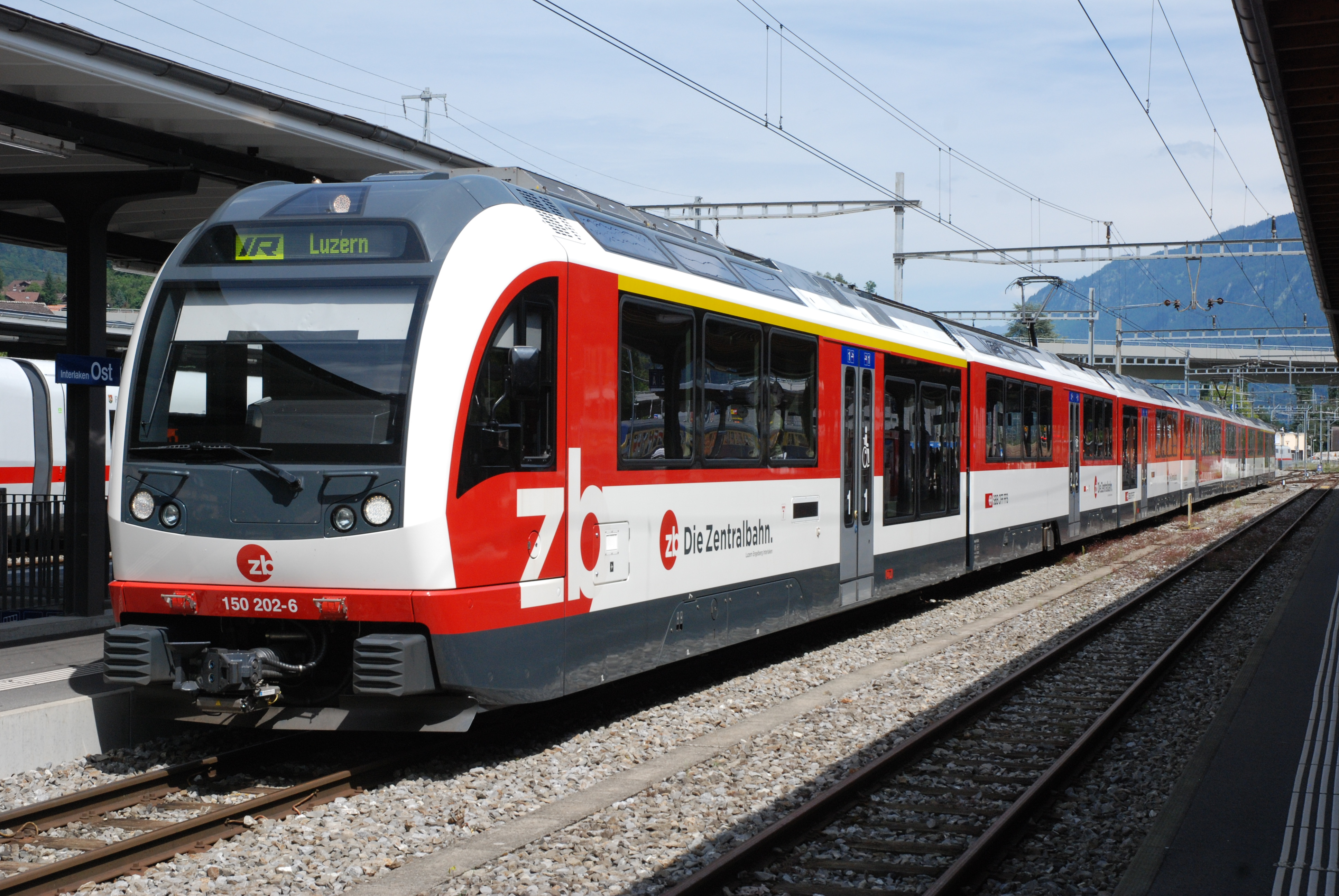
ABeh150 002号機、インターラーケン・オスト駅、2014年

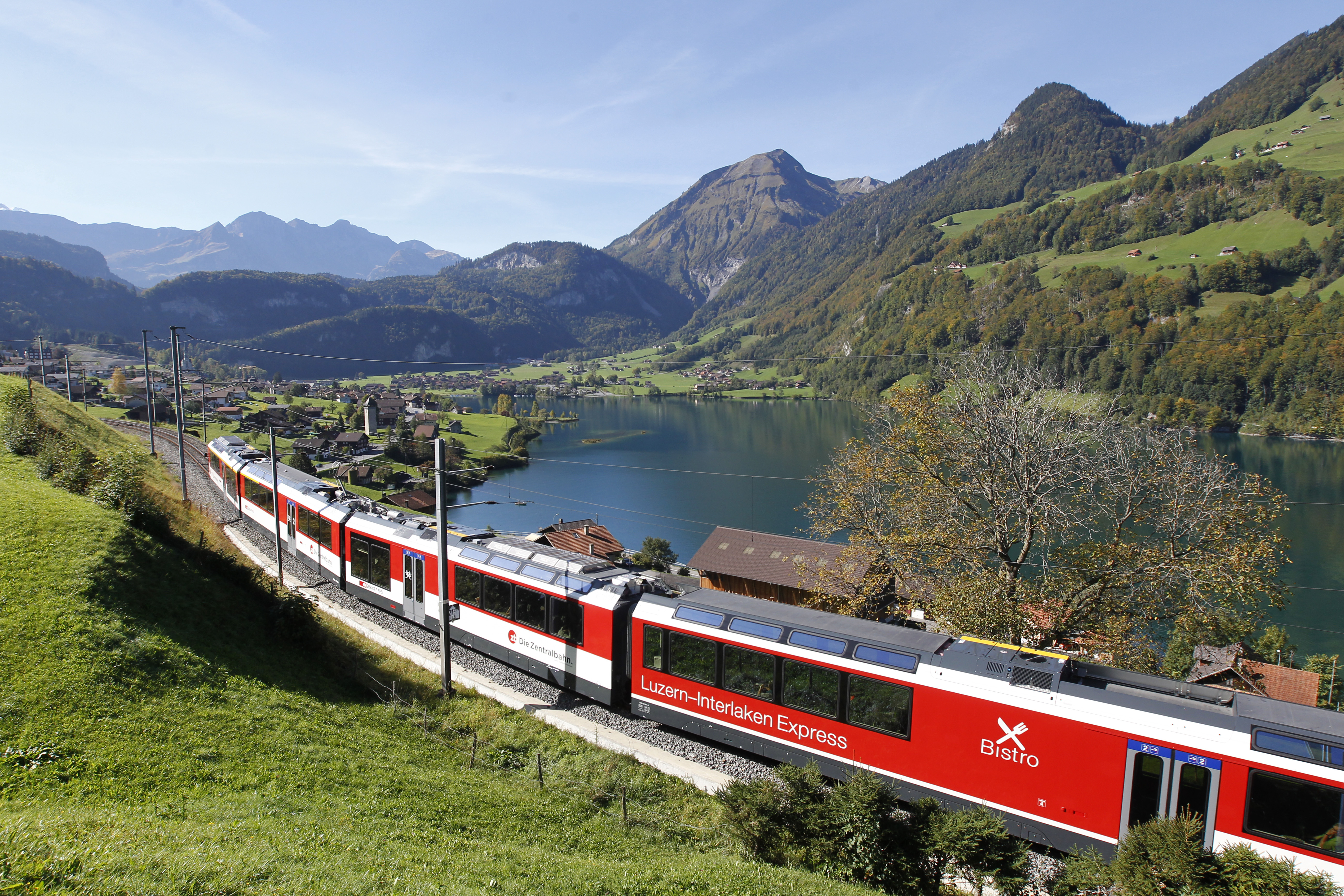
ルンゲンルン湖畔を走行するABeh150形のルツェルン-インターラーケン・エクスプレス、手前の赤い車体がビストロ車、2012年

ツェントラル鉄道ABeh150形電車(ツェントラルてつどうABeh150がたでんしゃ)は、スイスのツェントラル鉄道（Zentralbahn (ZB)）で使用される山岳鉄道用の部分低床・ラック式電車である。

## 概要

### 導入の経緯
スイス国鉄の唯一の1m軌間の路線であったルツェルン - インターラーケン・オスト間のブリューニック線と、ブリューニック線の一部区間に乗入れてルツェルン - エンゲルベルク間を運行していたルツェルン-シュタンス-エンゲルベルク鉄道は、それぞれ単独では実行が困難であった施設および車両に対する大規模な設備投資を可能とするために統合されることとなり、2005年1月1日にツェントラル鉄道が発足している。ツェントラル鉄道発足時の機材は経年が進み、非冷房・バリアフリー未対応で旧式のトイレを装備したままの車両が多いことが課題となっており、列車種別・運行区間ごと状況は以下の通りであった。
- ルツェルンSバーン：スイス国鉄が2004-05年にSバーンS5系統およびマイリンゲン - インターラーケン・オスト間の区間列車用に低床式のABe130形（通称SPATZ[注釈 4]、ドイツ語でスズメを意味する）3両10編成および同形の低床式制御車であるABt 941-943形3両3編成を導入したが、統合により新たにSバーンのS4系統の運用にもABe130形を使用することとなったため、増結車や予備車は従来の機材を充当していた[3][4]。
- ブリューニック線のインターレギオ：スイス国鉄のHGe101形電気機関車が牽引する客車列車5運用[4]で運行されていたが、1994年製のパノラマ客車であるA 102-103形を除くと、主力は1966-71年にスイス国鉄が73両を導入したTyp III系[注釈 5][6]であり、平均経年が35年となっていた[3]。
- 旧ルツェルン-シュタンス-エンゲルベルク鉄道線の直通列車：ルツェルン - エンゲルベルク間の直通列車は1964-80年製の旧ルツェルン-シュタンス-エンゲルベルク鉄道BDeh140形が1964年製のTyp I系[注釈 6]、1967--70年製のTyp II系[注釈 7]もしくは1980-91年製のTyp III系[注釈 8]の客車、制御客車を牽引する3両編成の列車6運用[4]で運行されていた。
- 区間列車など：ABe130形のほか、Sバーン化とABe130形の導入で置換えられたDe110形（スイス国鉄引継ぎで1941年製のDeh120形（旧Deh4/6形）を1992-94年に粘着区間専用に改造したもの）やBDeh140形が在来型の客車を牽引する列車により運行されていた。

一方、2010年12月に、旧ルツェルン-シュタンス-エンゲルベルク鉄道線の最急勾配261パーミル区間を迂回して最急勾配を110パーミルに緩和し、所要時間短縮と輸送力増強を図ることを目的として建設されていたエンゲルベルクトンネルが開通する計画となっており、ルツェルン - エンゲルベルク間で運行されていたBDeh4/4形が牽引する3両編成の列車を代替する機材が必要となっていた。
こういった状況において、ツェントラル鉄道では、ブリューニック線のインターレギオを新しい固定編成のラック式電車に置換え、従来これを牽引していたHGe101形ラック式電気機関車およびSバーンで使用されていたABt 941-943形低床式制御客車をエンゲルベルク方面の列車に転用して従来型の客車・制御客車とともに運行することとするとともに、ABe130形の増備としてSバーンにもインターレギオにも使用できる固定編成のラック式電車を導入することとした。
まず、2009年9月17日にStadler Railに対し総額141百万スイス・フランで新しいラック式電車を発注する契約が締結された。ラック式の鉄道車両ではこれまでで最高額となったこの契約では、ブリューニック線のインターレギオ用として7両編成4本、ブリューニック線のインターレギオおよびSバーンや区間列車用として3両編成6本のラック式電車を2012-13年に導入することとなり 、このうちの7両固定編成で、編成中央に食堂車を設置した機体が本項で記述する通称ADLER（Alpiner, Dynamischer, Leiser, Edler Reisezug、ドイツ語で鷲を意味する）と呼ばれるABeh150形、3両固定編成の機体が通称FINK（flinke, innovative Niederflur-Komposition、ドイツ語でアトリ科の鳥を意味するfinkenをイメージしている）と呼ばれるABeh160形である。
その後、ルツェルン近郊区間の一部複線・地下化工事の進捗と利用客の増加に対応するためのSバーンの増発と、ABe130形が牽引していた在来型の客車・制御客車の代替用として、ABeh160形の増備形で一部設計変更がなされたABeh161形3両5編成を2016年9月までに導入する契約が2014年9月22日にStadler Railと締結されている。
さらに、ルツェルン - エンゲルベルク間の列車に使用されているHGe101形が牽引する客車列車を代替する計画が2019年12月19日の取締役会で承認され、2021年2月2日には、2025年に7両2編成と3両7編成を約114百万スイス・フランで導入する契約がStadler Railと締結されている。導入される機体はABeh150形の増備形で中間の食堂車を多目的車に変更するなどの設計変更を施したABeh151形2編成および、ABeh161形の増備形のABeh162形7編成となる計画となっている。
ABeh150形およびABeh160形の設計要件は以下のとおり。
- 旅客サービスに関する要件
  - 空調装置、旅客情報システム、開放式ではないトイレ、低床式の乗降扉の装備
  - 2023年末までの対応が必要となっている、スイスの障がい者平等法（ドイツ語版）（BehiG[注釈 13]）への準拠
  - インターレギオの運用でもSバーン区間を運行することに伴う、双方の旅客のニーズへの適合
    - Sバーンでの運用に適した、適度に快適な座席、十分な立席スペースおよび、十分な数と開口幅を持つ乗降扉の装備
    - インターレギオでの運用に適した、快適な座席、荷物ラック、十分な数のトイレ、ケータリング用設備の装備

- 運用に関する要件
  - 空気および電気連結器付自動連結器の装備による増解結作業の効率化と運用の柔軟化[注釈 12]
  - ツェントラル鉄道全区間での使用を想定した、火災警報/消火システムの設置などのエンゲルベルクトンネル通過に対応した消防用設備の装備
  - 編成長はSバーン用ABeh160形はABe130形と同等、インターレギオ用ABeh150形はABeh160形を増結した状態でブリューニック線の線路有効長180 mを超えないこととして、ABeh160形を54 m、ABeh150を126 mとする
  - ABeh150形は予備車を含めて3編成によりルツェルン - インターラーケン・オスト間で1時間毎の運行を実施することとして、稼働率を確保するためにABeh160形に代替可能な3両2編成と食堂車1両を組合わせたの編成とする

- 技術的要件
  - メンテナンスコストの抑制と高い信頼性および稼働率の確保
  - タイヤの許容摩耗量を通常の車両と同等の35 mmとするとともに、将来的にラック区間への進入速度の向上による所要時間短縮を図るための、ピニオンの高さ調整機構を備えたラック式駆動装置の装備

### 製造
ABeh150形およびABeh160形を受注したStadler Railは2004-05年に製造された粘着区間専用の3車体連接式のABe130形の製造も担当し、また、マッターホルン・ゴッタルド鉄道のBDSeh4/8形ラック式電車など多くのラック式鉄道車両を製造しており、継続的にラック式鉄道を生産する世界唯一のメーカーとなっている。以前はSLMが世界有数のラック式鉄道車両メーカーであり、1970年頃の統計では、それまでに全世界で生産された1614両のラック式鉄道車両のうち649両（電気機関車・電車では670両のうち345両）を手がけた実績を残していたが、その後1990年代の欧州の鉄道車両メーカーの再編の中でラック式鉄道車両部門の権利、ノウハウおよび技術文書をStadler Railが引継ぐとともに約12人の元従業員が同社に転籍している。
電車や電気機関車のラック式駆動装置は様々な方式があるが、一般的な方式は動輪の車軸の中央にラック用ピニオンを滑合し、1台の主電動機から動輪とラック用ピニオンの両方に動力を伝達するもので、動輪とピニオンの直径の差は歯車比で調整している。この方式は構造が単純で多くの実績があるものであるが、摩耗による動輪径の変化に応じて、動輪とピニオンの周速に差が発生して駆動装置に負荷がかかることと、ピニオンの位置が下がるためにラックレールとの噛合が変化し、場合によっては底付きをするという問題があった。これらの問題に対しては動輪のタイヤの許容摩耗量を通常の車両より少ない量で管理することが対応していたが、このうち前者の問題は出力の小さい電車等ではあまり問題にならなかった一方で、特に出力の大きい機関車では問題が顕在化することがあり、ブリューニック線に1954年に導入されたHGe100形（旧HGe4/4I形）では駆動装置の損傷等の不具合が発生したため、タイヤ厚の管理をさらに厳しくするとともに、タイヤ交換回数増に伴うメンテナンスコスト増を抑制するため走行距離を制限していた。そのため、その後1986年から導入されたHGe101形（旧HGe4/4II形）では動輪とピニオンの間に遊星歯車機構を使用した差動装置を装備して動輪径の変化に対応するとともに、両者の駆動力の配分を最適化する方式を採用し、ラック区間での牽引力280 kN、粘着区間での最高速度100 km/hの性能を確保していた。
SLMからラック式鉄道車両部門を継承したStadler Railにおいても、1台の主電動機で動輪とラック用ピニオンの両方を駆動する方式の車両を主に生産していたが、本形式においては動輪の摩耗により発生するこの方式の問題点を回避し、タイヤの許容摩耗量をこの方式の15 mmから一般の車両の35 - 40 mmと同等とすることでメンテナンスコストを抑制しつつ工場入場時間を減らして稼働率を向上させることを目的として、粘着式駆動装置とラック式駆動装置を分離し、かつ、ラック式駆動装置にはピニオンの高さ調整機構を備えた新方式の駆動装置を採用することとなった。粘着式駆動装置とラック式駆動装置を別個に設ける方式はブリューニック線で使用されていたDeh120形（旧Deh4/6形）荷物電車でも採用されており、全線74 kmのうち約60 kmの粘着区間のほとんどが最急勾配20パーミル以下の勾配の緩やかな路線で、粘着区間では比較的高い速度で走行するこの路線では有用であったが、一方で高価で重量のある主電動機がその分多く必要となるため長い間広くは普及していなかった。しかし、近年の技術環境の変化により、主電動機は小型軽量で安価な誘導電動機となった一方で相対的に従来のラック式駆動装置の製造・メンテナンスコストが高価となっており、また、固定編成の電車である本形式では編成内の各台車にそれぞれの駆動装置を分散配置できることとなったため、改めて本形式に採用されたものであり<、さらに以下のような特徴を有するものとなっている。
- ピニオン高さを一定にすることができることからラックレール区間への進入速度を上げることが可能となり、所要時間短縮を図ることができる[29]。
- 台車の軸距を短くすることが可能となり、台車の軽量化を図ることができる[31]。
- 粘着式駆動装置、ラック式駆動装置の歯車比などをそれぞれの走行条件に応じた設計とすることが可能となり、本形式においては粘着区間で最高速度120 km/hとすることができる[31]。

このほかラック式駆動装置以外の特徴として、低床部の床面高さを420 mmとしてバリアフリーに対応していることのほか、VVVFインバータ制御により定格出力2800/3200 kW、牽引力240/440 kN（粘着区間/ラック区間）を発揮する強力機であることが挙げられる。また、車体と機械部分の製造および最終組立をStadler Railが、主要な電機品の製造をABB SchweizおよびABB Sécheronが担当している。なお、本形式は7両編成であるが、編成両端の3両編成ずつのABeh150.1形とABeh150.2形の2ユニットの中間に中間車のWR150.3形を挟んだ構成となっており、第1編成を例に挙げると編成番号と各ユニットおよび車両の番号は以下の通りとなっている。
- ABeh150 001：ABeh150 101 - WR150 301 - ABeh150 201

ABeh150 001号機はStadler Railのブスナング工場をロールアウト後、ABeh150 101号車とABeh150 201号車はロールワーゲンに積載されてスイス国鉄およびBLS AG経由で回送されて2012年7月16日にインターラーケン・オストからツェントラル鉄道へ搬入され、WR150 301号車がトレーラーに積載されて陸送で7月10日に搬入され、メイリンゲン工場を拠点としてツェントラル鉄道の各区間で試運転を実施している。その後9月22日にはABeh150 001号機がABeh160 001号機とともにルツェルン駅とメイリンゲン駅で御披露目式が執り行われ、同編成が「Meiringen」と命名されて、両先頭部側面に機体名とエンブレムが設置されている。

ABeh150形エンブレム一覧
ABeh150 001号機 Meiringen

## 仕様

### 車体

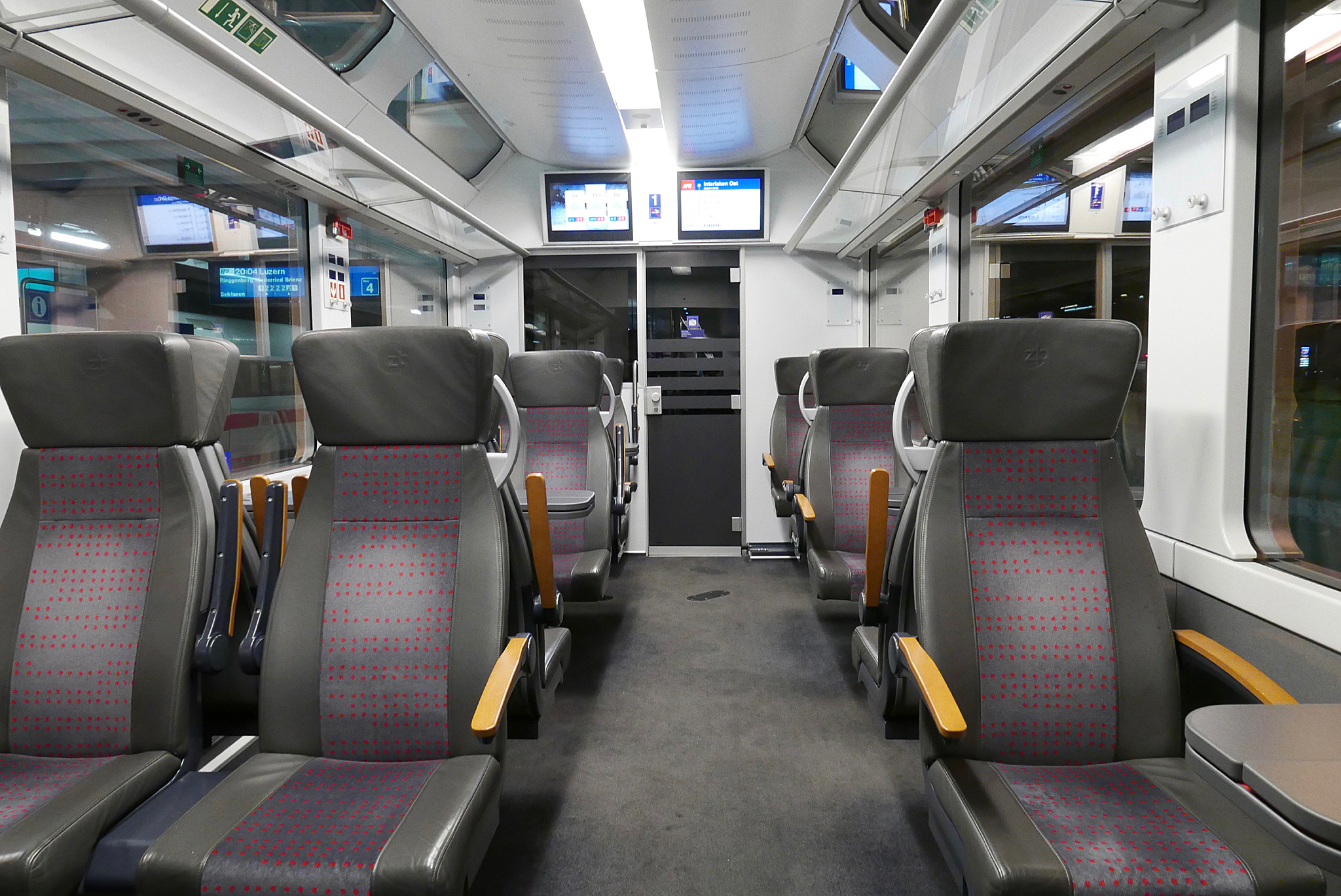
1等室高床部の室内、屋根肩部にも窓が設置されている、2017年

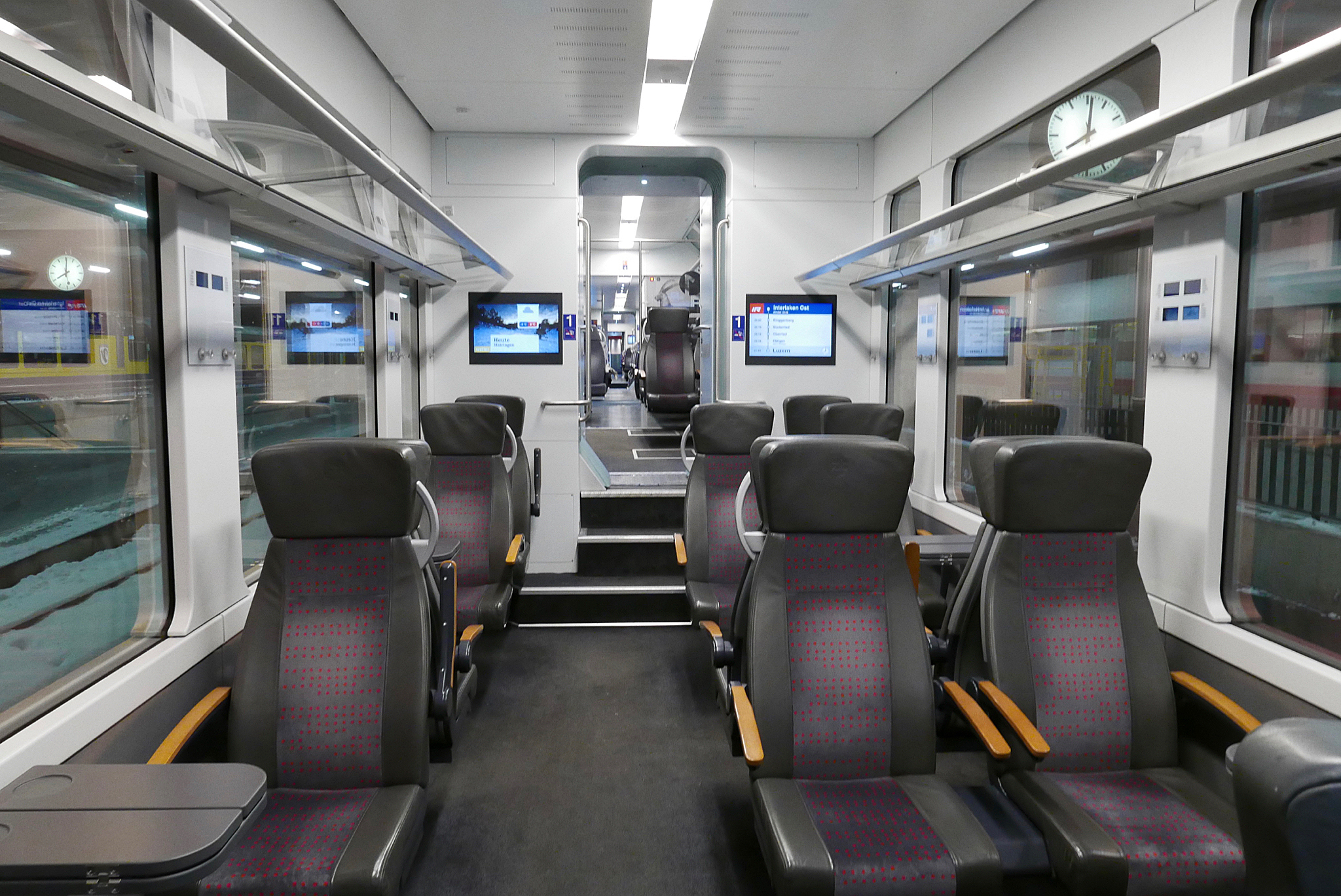
1等低床部の室内、ABeh160形と異なり、窓柱部に座席指定表示器が設置されている、2017年

- 本機は3車体4台車で車軸配置Bo’1Az’Az1’Bo’のABeh150.2形とABeh150.1形の2ユニットの間に車軸配置2'2'の中間車WR150.3形を挟んでBo’1Az’Az1’Bo’+2'2'+Bo’1Az’Az1’Bo’とした7車体10台車の構成で、各車体は前位側（メイリンゲン側）から後位側（ルツェルン/インターラーケン・オスト側）にかけてA2-C2-B2-WR-B1-C1-A1と呼ばれている[32]。各ユニットの中間車であるC1とC2はボギー台車にラック用ピニオン1軸とその駆動装置を設置したラック式動台車付、ユニット両端で編成両端側のA1、A2および中間側のB1、B2は先頭側にのみ粘着式2軸駆動の粘着式動台車が付き、連結側は中間車に載り掛かる片持式とすることで低床部の床面積を確保している[32]。ユニット両端のA1、A2およびB1、B2はユニット両端側の動台車上が床面高さ1100 mmの高床式、その他の部分が420mmの低床部であり、中間のC1、C2および中間車のWRは床面高さ1100 mmの高床式となっており、高床部客室は大型屋根上機器設置部が天井高2050 mm、その他は2425 mm、低床部客室は天井高2730 mmとなっている[32]。
- 構体は基本的にアルミ製で運転台部分の外板のみガラス繊維強化プラスチック製とし、衝突安全基準EN 15227および車端耐荷重800 kNに対応したものとなっており[33]、車体断面は車体側面の上部を内側に絞った形状、床下は一部床下機器や台車の一部までを構体内に収めてその下部に床下機器点検カバーおよび台車側面点検カバーを設置している。編成両端の先頭部は、運転台部分左右に上下方向のロールケージを設けた強化構造としつつ、衝撃吸収構造の連結器および補助バッファを設けるとともにその基部の構体部分も衝撃吸収構造として正面からの衝突時に備えるとともに、運転室側面からの衝突時の衝撃もロールケージが吸収する構造となっている[34]。また、前面下部にはスノープラウを設置している。
- 先頭部はアールガウ交通[注釈 20]のABe4/8形電車と類似の、縦方向に曲面で大きく絞り込み、前面窓ガラスは大型の1枚曲面ガラスとしたデザインで、前面窓上部にLEDの行先表示器が設置されており、下部左右にハロゲンランプの前照灯とLEDの赤色/白色切替式の標識灯のセット[35]が、行先表示器上部にハロゲンランプの前照灯が設置されている。側面は窓扉配置13D21 - 4D3 - 2D4 - 12D6 - 4D2 - 3D4 - 12D3d1で、側面窓は大型の固定式、高床部の客室には集電装置設置部を除き車体肩部にも固定窓が設置されているほか、低床部のものは上辺を高床部のものの上辺付近まで延長している[32]。乗降扉はBode[注釈 21]製の開口幅1300 mmで電気駆動、両開式のスライド式プラグドアであり、扉下部には折畳式のステップを設置して乗降部の床面高さを396mmとしている[32]。
- 室内配置は各車の後位側から前位側にかけて以下の通り[32]。
  - A2：運転室、1等室（高床）、手荷物置場を併設した乗降扉部（低床）、車椅子スペース付の1等室（低床）
  - C2（全室高床）：車端部機器室、2等室、トイレ、手荷物置場とスキーおよびスノーボードラックを併設した乗降扉部、2等室、車端部機器室
  - B2：車椅子スペース付の2等室（低床）、手荷物置場とスキー・スノーボードラックを併設した乗降扉部および車椅子対応トイレ（低床）、2等室（高床）
  - WR（全室高床）：2等室、乗降扉部、ビストロのキッチンおよびカウンター、ビストロ席、車端部機器室と乗務員室
  - B1：2等室（高床）、トイレおよび乗降扉部（低床）、スキー・スノーボードラックを併設した自転車積載スペース（低床、折畳席付）
  - C1（全室高床）：車端部機器室、2等室、手荷物置場とスキー・スノーボードラックを併設した乗降扉部、トイレ、2等室、1等室、車端部機器室
  - A1：1等室（低床）、手荷物置場を併設した乗降扉部（低床）、1等室（高床）、運転室
- 座席は1等室が2+1列の3人掛けでシートピッチ2000 mm、2等室は2+2列の4人掛けでシートピッチ1750 mm（対面部）の4人掛けの固定式クロスシートで[36]、いずれも1名分ずつの独立した形状で片持式のバケットシートで肘掛とヘッドレスト付であり、1等室のものは肘掛も1名分ずつ独立したものであるほか、1等室とビストロの座席では各席毎に、2等室には各ボックス毎にAC230 Vのコンセントが[36]、各ボックスの側面窓下部に沿線地図が描かれたテーブルおよびゴミ箱が設置されている[37]。また、室内にはGPSと連動した列車位置情報など各種案内用の液晶ディスプレイが設置されており、これと車内放送装置、対話式の車内非常通報装置、客室天井に設置された室内監視カメラ等はRuf-Gruppe[注釈 22]製のVisiWebと呼ばれるシステムとして統合されているほか、座席横の側面窓間柱部に座席予約状況表示装置が設置されており、携帯電話網で伝送されたその座席の予約状況（予約の有無および予約されている区間）が表示されるほか、客室乗務員によって予約状況を変更することも可能な仕組みとなっている[38]。
- ビストロのキッチン部は壁面を赤、カウンター天板を木材としたものであり、スチーマー、保温キャビネット、冷蔵庫2台、ドリンク用冷蔵ケース、食器洗い機、コーヒーマシン、シンク2箇所、ゴミ箱を備えている[36]。ビストロの客席は2+2列の4人掛けのテーブル席30席分が設置されており、座席は肘掛とヘッドレストのない固定式クロスシートとなっているほか、車椅子スペースとキッチン間のインターホンにより車椅子利用客の注文を受けることができる[36]ようになっている。
- 運転室は左側運転台のデスクタイプで、左側に縦軸式のブレーキハンドルと扉開閉スイッチ、右側に横軸式の主制御装置ハンドル、逆転ハンドルと粘着/ラック区間選択スイッチなどを配置した2ハンドル式のマスターコントローラーを設置しており、3面式の計器盤の右側には車両情報装置用のファンクションキー付液晶ディスプレイなどが、正面には従来タイプの針式の計器類および表示灯/スイッチ類などが、左側にはいずれも液晶ディスプレイ付の無線機および顧客情報装置の操作盤が設置されており[34]、側面窓には電動式のバックミラーが設置されている。
- 本機は低床部を確保するため、床下にはA1、A2およびB1、B2に主制御器を、C1、C2に主変圧器を、WRに蓄電池および充電装置、水タンクおよび揚水ポンプ、空気タンクを搭載しているのみで、屋根上にはA1、A2およびB1、B2に空調装置、電動空気圧縮機および空気タンク、ブレーキ用抵抗器、主電動機冷却用送風機、消防用設備を、C1、C2には集電装置、空調装置、主電動機、空気タンク、冷却用送風機、消防用設備を、WRには空調装置をそれぞれ搭載しており、各車室内機器室に空気ブレーキ装置を設置している[32]。編成両端および、ABe150.1形、WR150.3形、ABe150.2形の各ユニット間の連結器は車体取付式で圧縮荷重900 kN、牽引荷重600 kN、吸収エネルギー120 kJ、2本の空気管を同時に接続でき、下部に電気連結器を併設している新型のSchwab[注釈 23]製のTyp FK-9-6自動連結器となっており、在来のツェントラル鉄道の機体や車両が装備している+GF+式[注釈 24]ピン・リンク式自動連結器との連結はできないほか、各ユニット中間の車両間はボールジョイント付のリンクで接続される方式[39]となっている。
- 塗装
  - 車体塗装白をベースに側面窓周りを赤とし、車体の下の裾部をダークグレー、上裾部をグレーとしたもので、正面中央にツェントラル鉄道のマークが、側面下部にはマークとロゴが入っているほか、編成端部に赤丸と”zb"の文字のツェントラル鉄道のマークをアレンジし、WRのビストロ部の側面は前面赤となっている。なお、側面下部にはツェントラル鉄道の主要株主であるスイス国鉄のマークとロゴが入っている。
  - 室内は壁面をライトグレー、床面をダークグレーとしたもので、ビストロ部のみ床面は木貼り、妻壁が赤となっている。座席は1等室のものが座面と背摺がグレーおよびグレーと赤のドット柄でヘッドレストがグレー、2等室のものが座面と背摺をグレーをベースに青のドット柄、ヘッドレストをグレー、ビストロのものがグレーの濃淡のドット柄としている。

### 走行機器

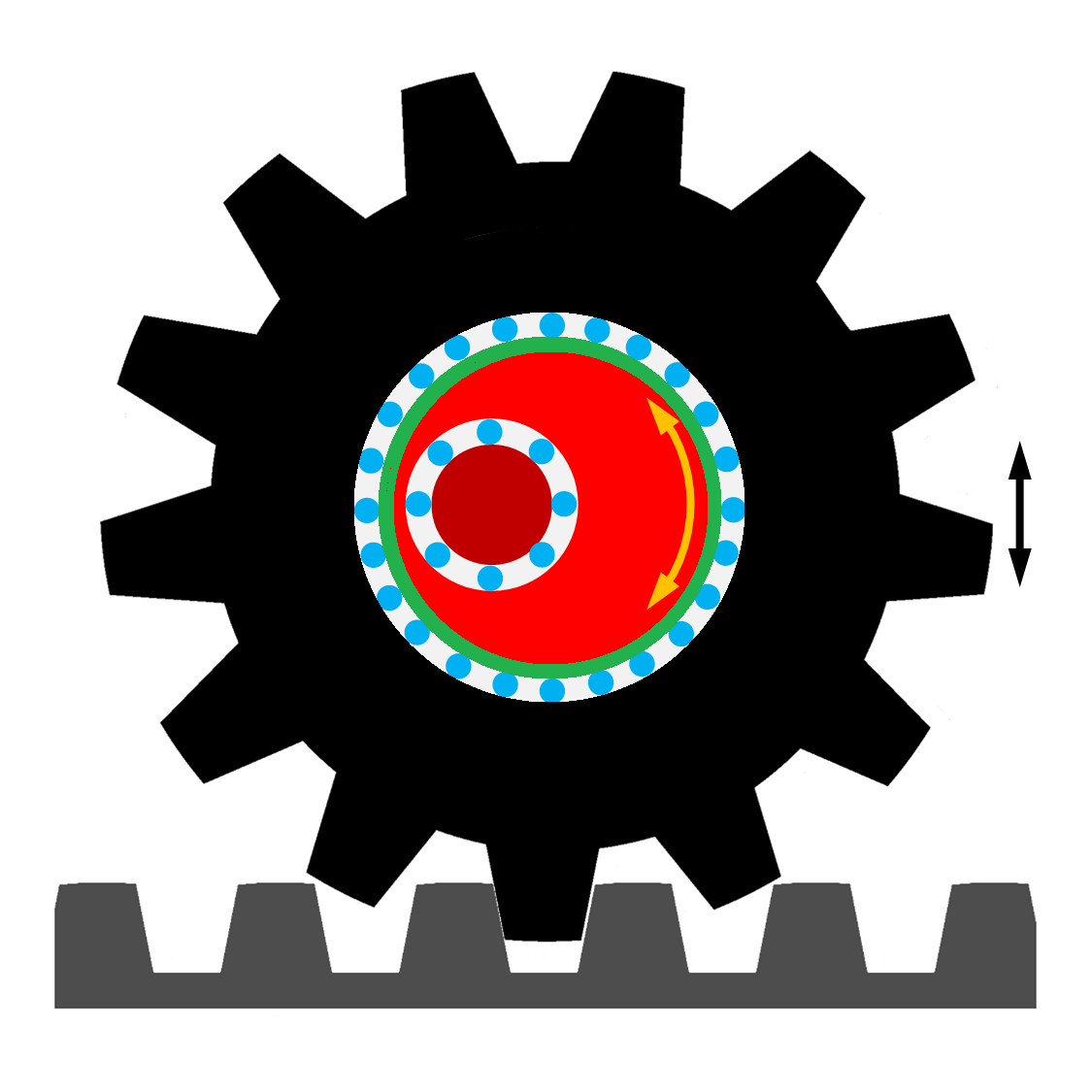
ピニオンの高さ調整機構、内側の赤い丸が支持輪軸の車軸、車軸とピニオンとの間の赤い部分がピニオンの中空軸の軸受で、この軸受の固定角度を車軸に対して回転させてピニオンの高さを調整する

- 主開閉器は真空式で接地装置と統合されたもの、集電装置はシングルアーム式パンタグラフ各1基をC1、C2に搭載している。主変圧器はC1、C2の床下に設置される[32]ABB Sécheron製の小型のアルミ筐体のもので、容量は1875 kVA、出力は主変換装置用のAC 850 Vを4系統と列車暖房用のAC 400 Vもの1系統が用意[40]されている。
- 主制御装置はABB Schweiz製[41]でIGBTを使用したコンバータ・インバータ式で補助電源装置を内蔵したのBORDLINEシリーズの主変換装置を[40]A1、A2およびB1、B2の床下に搭載している[32]。入力はA1とB1のものはC1の、A2とB2のものはC2の主変圧器から供給されるAC 850 V×2系統で、出力は自車の粘着駆動台車の主電動機2基と隣接するC1もしくはC2のラック用駆動台車の主電動機1基の計3基を駆動するほか、補機用の3相400 V 50 Hz出力と主変換器および主電動機冷却ファン用の可変電圧・可変周波数出力、制御電源用のDC36 Vを用意している[42]。
- 主電動機はtraktionssysteme austria[注釈 25]製のTyp TMF 42-38-4かご形三相誘導電動機 を粘着用およびラック用駆動装置に各1台ずつ1ユニット計6台、編成計12台搭載し、粘着区間では定格出力2800 kW、牽引力240 kN、最高速度120 km/hの、ラック区間では定格出力3200 kW、牽引力440 kN、最高速度40 km/hの性能を発揮する。なお、主電動機の冷却は屋根上に設置された送風機による強制通風式である。
- 台車はSLM[注釈 26]の流れを引くStadler Winterthur[注釈 27]の新しい台車製造工場で生産されたもので、以下の3種を装備している[32]。
  - A1、A2、B1、B2：固定軸距2000 mmで2軸駆動の粘着式動台車
  - C1、C2：支持輪軸の固定軸距2380 mmで、車体端側の輪軸にラック式のピニオンと駆動装置、車体内側の輪軸にブレーキ用のピニオンを組み込んだラック式動台車
  - WR：固定軸距1900 mmで台車中央にブレーキ用ピニオンを設置した付随台車で、ABt 941-943形制御客車のものと互換性を有する[43]
- 粘着式動台車およびラック式動台車の車輪は同一で防音ブロックの設置準備がされているもので、車軸は軽量化および超音波探傷検査のため中空軸で軸受は円すいころ軸受を使用しており[44]、車輪径は動輪/従輪とも新製時810 mm、最大摩耗時740 mm、ピニオン有効径は駆動用/ブレーキ用ともに668.451 mmで、付随台車の車輪径は新製時700 mm、最大摩耗時650 mm、ブレーキ用ピニオン有効径は541.127 mmとなっており[32]、後にABeh161形と同様に車輪を一体車輪からタイヤ付車輪に変更して[16]新製時820 mm、最大摩耗時750 mmとなっている[34]。粘着式動台車は大径心皿式、ラック式の台車はボルスタレス式台車で、いずれも枕ばねは空気ばね、軸ばねはコイルばねで縦ダンパ併設、軸箱支持方式は軸梁式となっている[44]。また、動台車には砂撒き装置を設置しており、車体内運転室部と床下に砂箱を設置している[45]。
- 粘着式の駆動装置はBDWM交通のABe4/8形のものと同様の2段減速式のものを装備しており、動力は主電動機出力軸と駆動装置入力軸間に設置されたダイヤフラムカップリングおよび、動軸と同心の中空軸となっている駆動装置出力軸と動軸間に設置された積層ゴムブロック継手で変位を吸収するクイル式駆動方式の一種で動輪へ伝達される[40]。
- ラック式駆動装置は2段減速の吊掛式で、支持車輪の車軸に設置された中空軸に設置された駆動用ピニオンを駆動している[40]。ピニオンは従来のラック式駆動装置においては支持車輪の車軸と同心に設置されているが、本形式の場合はピニオンの中空軸が支持車輪の車軸に対して偏心した位置になるように中空軸の軸受が支持車輪の車軸に設置されており、この中空軸の軸受は偏心角を7段階に調整可能な構造で、車軸に対するピニオンの高さを5 mm毎の7段階（計35 mm[46]）に調整することで支持車輪のタイヤが摩耗した分だけピニオンの位置を上げてラックレールとの嵌合を一定に保つことができるようになっている[40]。なお、この高さ調整機構は作業員1名でのボルト2本の作業で容易に扱うことが可能なものとなっており[46]、また、ラック式駆動台車の非駆動側支持輪軸に設置されているブレーキ用のピニオンにも組み込まれている[40]。この駆動装置の装備と、主変換装置により列車の速度とピニオンの回転速度を合わせることにより、ラック区間への進入速度を20 km/hに向上させることが可能となっている[40]。
- ブレーキ装置は空気ブレーキ、電気ブレーキ、ばねブレーキを装備しており、基礎ブレーキ装置として、各車輪の踏面に作用し、焼結合金制輪子を使用する片押式ユニットブレーキ[44]と、駆動用/ブレーキ用ピニオンに併設されたブレーキドラムに作用するバンドブレーキ装置を搭載する。電気ブレーキは主変換装置による回生ブレーキと、架線停電もしくは架線電圧急変時に使用する発電ブレーキを併用しており[40]、ブレーキ用抵抗器はA1、A2およびB1、B2の屋根上に搭載している[32]。また、空気ブレーキ装置は各車輪の踏面ブレーキとラック式駆動台車のブレーキ用ピニオンのバンドブレーキ2基のうち1基に作用するほか、ばねブレーキはラック式駆動台車の踏面ブレーキおよび、駆動用ピニオンのバンドブレーキとブレーキ用ピニオンのバンドブレーキのもう1基に装備されている[47]。
- 上記各ブレーキ装置の動作は以下の通り[47]で、ラック区間の下り走行時の最高速度は、ブレーキ故障時のバックアップまでの空想時間を考慮して105パーミルで29.0 km/h、120パーミルで27.5 km/hに設定されている[34]。
  - 粘着式ブレーキ：各台車のユニットブレーキに作用する空気ブレーキで、通常は回生/発電ブレーキを主として使用し、不足分のみ空気ブレーキが作用する。また、ラック式動台車のユニットブレーキにはばねブレーキが併設されており、これは粘着区間の最急勾配において満車時でも転動防止ブレーキとして使用可能なブレーキ力を確保している。
  - ラック式ブレーキ：法令[注釈 28]上、ラック区間では満車状態で最高速度から停止させることができる、独立した2系統の機械式ブレーキを用意することが必要とされており、本形式では以下の2系統を搭載する。
    - ブレーキシステム I：各台車のユニットブレーキとラック式駆動台車のブレーキ用ピニオンのバンドブレーキの2基のうち1基に作用する空気ブレーキで、通常は回生/発電ブレーキを主として使用し、不足分のみ空気ブレーキが作用するものであり、さらに、必要な空気ブレーキ力が低い場合にはユニットブレーキによる踏面ブレーキが作用し、必要空気ブレーキ力が高くなった場合にピニオンのバンドブレーキが追加で作用する。
    - ブレーキシステム II：緊急ブレーキおよび駐機ブレーキとして作用するばねブレーキであり、ラック式駆動台車の駆動用ピニオンおよびブレーキ用ピニオンのバンドブレーキのもう1基に作用するほか、補助的に回生/発電ブレーキを併用する。
- 補機として、主変換装置の3相400 V 50 Hzを電源とする電動空気圧縮機4基、主変換装置用冷却水ポンプ4基、主変圧器用冷却油ポンプ2基、空調装置7基、WR用DC36 V電源装置を、同じく主変換装置の可変電圧・可変周波数出力を使用する主電動機冷却用送風機8基、主変換装置冷却用送風機4基を搭載するほか、DC36 V 200 Ahの蓄電池などを搭載する。
- 車両情報装置は力行、ブレーキ指令・ブレーキ力調整などの制御伝送や、乗降扉、空調装置、モニタ装置、各種表示装置の制御が可能なものとなっており、伝送系統には以下のものが用意されている[48]。
  - 編成内に引通され、他編成との重連時にも連結される、CANopenによる総括制御用引通し[注釈 29]を2系統[注釈 30]
  - 同じく編成内に引通され、他編成との重連時にも連結される、イーサネットによる情報伝送用引通し[注釈 31]を1系統[注釈 32]
  - A2 - C2 - B2 内およびB1 - C1 - A1内に引通される、CANopenによる制御用引通しを2系統
  - 同じくA2 - C2 - B2 内およびB1 - C1 - A1内に引通される、イーサネットによるモニタ装置用引通しを1系統[注釈 33]
- 制御用引通しはA2、B2、B1、A1に搭載された車両制御ユニット[注釈 34]により制御されるもので、車両制御ユニットおよび引通しは待機二重系となっている。制御用引通しに接続される主変換装置、乗降扉、トイレ、空調装置などが制御されるほか、分散ノードモジュール[注釈 35]を介してCANopenに接続されない機器を制御している[48]。

### 主要諸元
| 項目              | 形式             | ABeh150                                                                                         | ABeh150                                                                                         | ABeh150                                                                                         | ABeh150                                                                                         | ABeh150                                                                                         | ABeh150                                                                                         | ABeh150                                                                                         |
| 項目              | 編成番号         | 001-004                                                                                         | 001-004                                                                                         | 001-004                                                                                         | 001-004                                                                                         | 001-004                                                                                         | 001-004                                                                                         | 001-004                                                                                         |
| 項目              | 個別形式         | ABeh150                                                                                         | ABeh150                                                                                         | ABeh150                                                                                         | WR150                                                                                           | ABeh150                                                                                         | ABeh150                                                                                         | ABeh150                                                                                         |
| 項目              | 個別番号         | 101-104                                                                                         | 101-104                                                                                         | 101-104                                                                                         | 301-304                                                                                         | 201-204                                                                                         | 201-204                                                                                         | 201-204                                                                                         |
| 項目              | 種別             | A2                                                                                              | C2                                                                                              | B2                                                                                              | WR                                                                                              | B1                                                                                              | C1                                                                                              | A1                                                                                              |
| ----------------- | ---------------- | ----------------------------------------------------------------------------------------------- | ----------------------------------------------------------------------------------------------- | ----------------------------------------------------------------------------------------------- | ----------------------------------------------------------------------------------------------- | ----------------------------------------------------------------------------------------------- | ----------------------------------------------------------------------------------------------- | ----------------------------------------------------------------------------------------------- |
| 軌間              | 軌間             | 1000 mm                                                                                         | 1000 mm                                                                                         | 1000 mm                                                                                         | 1000 mm                                                                                         | 1000 mm                                                                                         | 1000 mm                                                                                         | 1000 mm                                                                                         |
| 電気方式          | 電気方式         | AC15 kV 16.7 Hz                                                                                 | AC15 kV 16.7 Hz                                                                                 | AC15 kV 16.7 Hz                                                                                 | AC15 kV 16.7 Hz                                                                                 | AC15 kV 16.7 Hz                                                                                 | AC15 kV 16.7 Hz                                                                                 | AC15 kV 16.7 Hz                                                                                 |
| 編成長            | 編成長           | 126000 mm                                                                                       | 126000 mm                                                                                       | 126000 mm                                                                                       | 126000 mm                                                                                       | 126000 mm                                                                                       | 126000 mm                                                                                       | 126000 mm                                                                                       |
| 全長              | 全長             | 17650 mm                                                                                        | 18700 mm                                                                                        | 16945 mm                                                                                        | 19710 mm                                                                                        | 16945 mm                                                                                        | 18700 mm                                                                                        | 17650 mm                                                                                        |
| 車体長            | 車体長           | 16950 mm                                                                                        | 18000 mm                                                                                        | 16295 mm                                                                                        | 19110 mm                                                                                        | 16295 mm                                                                                        | 18000 mm                                                                                        | 16950 mm                                                                                        |
| 車体幅            | 車体幅           | 2650 mm                                                                                         | 2650 mm                                                                                         | 2650 mm                                                                                         | 2650 mm                                                                                         | 2650 mm                                                                                         | 2650 mm                                                                                         | 2650 mm                                                                                         |
| 全高              | 全高             | 4022 mm                                                                                         | 4022 mm                                                                                         | 4022 mm                                                                                         | 4022 mm                                                                                         | 4022 mm                                                                                         | 4022 mm                                                                                         | 4022 mm                                                                                         |
| 屋根高            | 屋根高           | 3832 mm                                                                                         | 3832 mm                                                                                         | 3832 mm                                                                                         | 3832 mm                                                                                         | 3832 mm                                                                                         | 3832 mm                                                                                         | 3832 mm                                                                                         |
| 床面高            | 床面高           | 1100/420 /396 mm                                                                                | 1100 mm                                                                                         | 1100/420 /396 mm                                                                                | 1100 mm                                                                                         | 1100/420 /396 mm                                                                                | 1100 mm                                                                                         | 1100/420 /396 mm                                                                                |
| 車軸配置          | 車軸配置         | Bo’1Az’Az1’Bo’                                                                                  | Bo’1Az’Az1’Bo’                                                                                  | Bo’1Az’Az1’Bo’                                                                                  | 2'2'                                                                                            | Bo’1Az’Az1’Bo’                                                                                  | Bo’1Az’Az1’Bo’                                                                                  | Bo’1Az’Az1’Bo’                                                                                  |
| 台車中心間距離    | 台車中心間距離   | 16720+12800+16720 mm                                                                            | 16720+12800+16720 mm                                                                            | 16720+12800+16720 mm                                                                            | 13750 mm                                                                                        | 16720+12800+16720 mm                                                                            | 16720+12800+16720 mm                                                                            | 16720+12800+16720 mm                                                                            |
| 自重              | 自重             | 212/252 t                                                                                       | 212/252 t                                                                                       | 212/252 t                                                                                       | 212/252 t                                                                                       | 212/252 t                                                                                       | 212/252 t                                                                                       | 212/252 t                                                                                       |
| 定員              | 編成             | 1等74名、2等203名、ビストロ30名、折畳席8名、車椅子3名                                           | 1等74名、2等203名、ビストロ30名、折畳席8名、車椅子3名                                           | 1等74名、2等203名、ビストロ30名、折畳席8名、車椅子3名                                           | 1等74名、2等203名、ビストロ30名、折畳席8名、車椅子3名                                           | 1等74名、2等203名、ビストロ30名、折畳席8名、車椅子3名                                           | 1等74名、2等203名、ビストロ30名、折畳席8名、車椅子3名                                           | 1等74名、2等203名、ビストロ30名、折畳席8名、車椅子3名                                           |
| 定員              | 1等              | 31名                                                                                            | -                                                                                               | -                                                                                               | -                                                                                               | -                                                                                               | 11名                                                                                            | 32名                                                                                            |
| 定員              | 2等              | -                                                                                               | 56名                                                                                            | 45名                                                                                            | 20名                                                                                            | 43名                                                                                            | 39名                                                                                            | -                                                                                               |
| 定員              | ビストロ         | -                                                                                               | -                                                                                               | -                                                                                               | 30名                                                                                            | -                                                                                               | -                                                                                               | -                                                                                               |
| 定員              | 車椅子           | 1名                                                                                             | -                                                                                               | 2名                                                                                             | -                                                                                               | -                                                                                               | -                                                                                               | -                                                                                               |
| 定員              | 折畳席           | -                                                                                               | 2名                                                                                             | -                                                                                               | -                                                                                               | 4名                                                                                             | 2名                                                                                             | -                                                                                               |
| 定員              | 自転車           | -                                                                                               | 2台                                                                                             | -                                                                                               | -                                                                                               | 5台                                                                                             | 2台                                                                                             | -                                                                                               |
| 主制御装置        | 主制御装置       | BORDLINEシリーズ、IGBT使用のVVVFインバータ制御                                                  | BORDLINEシリーズ、IGBT使用のVVVFインバータ制御                                                  | BORDLINEシリーズ、IGBT使用のVVVFインバータ制御                                                  | BORDLINEシリーズ、IGBT使用のVVVFインバータ制御                                                  | BORDLINEシリーズ、IGBT使用のVVVFインバータ制御                                                  | BORDLINEシリーズ、IGBT使用のVVVFインバータ制御                                                  | BORDLINEシリーズ、IGBT使用のVVVFインバータ制御                                                  |
| 主電動機          | 主電動機         | Typ TMF42-38-4かご形三相誘導電動機                                                              | Typ TMF42-38-4かご形三相誘導電動機                                                              | Typ TMF42-38-4かご形三相誘導電動機                                                              | Typ TMF42-38-4かご形三相誘導電動機                                                              | Typ TMF42-38-4かご形三相誘導電動機                                                              | Typ TMF42-38-4かご形三相誘導電動機                                                              | Typ TMF42-38-4かご形三相誘導電動機                                                              |
| 主電動機 搭載数   | 粘着式駆動装置   | 2                                                                                               | ×                                                                                               | 2                                                                                               | ×                                                                                               | 2                                                                                               | ×                                                                                               | 2                                                                                               |
| 主電動機 搭載数   | ラック式駆動装置 | ×                                                                                               | 2                                                                                               | ×                                                                                               | ×                                                                                               | ×                                                                                               | 2                                                                                               | ×                                                                                               |
| 台車種別/数       | 粘着式動台車     | 1                                                                                               | ×                                                                                               | 1                                                                                               | ×                                                                                               | 1                                                                                               | ×                                                                                               | 1                                                                                               |
| 台車種別/数       | ラック式動台車   | ×                                                                                               | 2                                                                                               | ×                                                                                               | ×                                                                                               | ×                                                                                               | 2                                                                                               | ×                                                                                               |
| 台車種別/数       | 付随台車         | ×                                                                                               | ×                                                                                               | ×                                                                                               | 2                                                                                               | ×                                                                                               | ×                                                                                               | ×                                                                                               |
| 台車軸距          | 台車軸距         | 2000 mm                                                                                         | 2380 mm                                                                                         | 2000 mm                                                                                         | 1900 mm                                                                                         | 2000 mm                                                                                         | 2380 mm                                                                                         | 2000 mm                                                                                         |
| 車輪径            | 車輪径           | 810 mm                                                                                          | 810 mm                                                                                          | 810 mm                                                                                          | 700 mm                                                                                          | 810 mm                                                                                          | 810 mm                                                                                          | 810 mm                                                                                          |
| ピニオン有効径    | ピニオン有効径   | -                                                                                               | 668 mm                                                                                          | -                                                                                               | 541 mm                                                                                          | -                                                                                               | 668 mm                                                                                          | -                                                                                               |
| ブレーキ装置      | ブレーキ装置     | 回生ブレーキ、発電ブレーキ、空気ブレーキ、駐機ばねブレーキ                                      | 回生ブレーキ、発電ブレーキ、空気ブレーキ、駐機ばねブレーキ                                      | 回生ブレーキ、発電ブレーキ、空気ブレーキ、駐機ばねブレーキ                                      | 回生ブレーキ、発電ブレーキ、空気ブレーキ、駐機ばねブレーキ                                      | 回生ブレーキ、発電ブレーキ、空気ブレーキ、駐機ばねブレーキ                                      | 回生ブレーキ、発電ブレーキ、空気ブレーキ、駐機ばねブレーキ                                      | 回生ブレーキ、発電ブレーキ、空気ブレーキ、駐機ばねブレーキ                                      |
| 信号保安装置      | 信号保安装置     | ZSI-127                                                                                         | ZSI-127                                                                                         | ZSI-127                                                                                         | ZSI-127                                                                                         | ZSI-127                                                                                         | ZSI-127                                                                                         | ZSI-127                                                                                         |
| 連結器            | 連結器           | 自動連結器                                                                                      | -                                                                                               | 自動連結器                                                                                      | 自動連結器                                                                                      | 自動連結器                                                                                      | -                                                                                               | 自動連結器                                                                                      |
| 性能              | 最大出力         | 粘着区間：2800 kW ラック区間：3200 kW                                                           | 粘着区間：2800 kW ラック区間：3200 kW                                                           | 粘着区間：2800 kW ラック区間：3200 kW                                                           | 粘着区間：2800 kW ラック区間：3200 kW                                                           | 粘着区間：2800 kW ラック区間：3200 kW                                                           | 粘着区間：2800 kW ラック区間：3200 kW                                                           | 粘着区間：2800 kW ラック区間：3200 kW                                                           |
| 性能              | 起動時牽引力     | 粘着区間：240 kN ラック区間：440 kN                                                             | 粘着区間：240 kN ラック区間：440 kN                                                             | 粘着区間：240 kN ラック区間：440 kN                                                             | 粘着区間：240 kN ラック区間：440 kN                                                             | 粘着区間：240 kN ラック区間：440 kN                                                             | 粘着区間：240 kN ラック区間：440 kN                                                             | 粘着区間：240 kN ラック区間：440 kN                                                             |
| 性能              | 最高速度         | 粘着区間：120 km/h ラック区間：40 km/h（登り）、 29.0 km/h（105‰/下り）、27.5 km/h（120‰/下り） | 粘着区間：120 km/h ラック区間：40 km/h（登り）、 29.0 km/h（105‰/下り）、27.5 km/h（120‰/下り） | 粘着区間：120 km/h ラック区間：40 km/h（登り）、 29.0 km/h（105‰/下り）、27.5 km/h（120‰/下り） | 粘着区間：120 km/h ラック区間：40 km/h（登り）、 29.0 km/h（105‰/下り）、27.5 km/h（120‰/下り） | 粘着区間：120 km/h ラック区間：40 km/h（登り）、 29.0 km/h（105‰/下り）、27.5 km/h（120‰/下り） | 粘着区間：120 km/h ラック区間：40 km/h（登り）、 29.0 km/h（105‰/下り）、27.5 km/h（120‰/下り） | 粘着区間：120 km/h ラック区間：40 km/h（登り）、 29.0 km/h（105‰/下り）、27.5 km/h（120‰/下り） |
| 装備一覧          | 運転室           | ○                                                                                               | ×                                                                                               | ×                                                                                               | ×                                                                                               | ×                                                                                               | ×                                                                                               | ○                                                                                               |
| 装備一覧          | 低床客室         | ○                                                                                               | ×                                                                                               | ○                                                                                               | ×                                                                                               | ○                                                                                               | ×                                                                                               | ○                                                                                               |
| 装備一覧          | ビストロ         | ×                                                                                               | ×                                                                                               | ×                                                                                               | ○                                                                                               | ×                                                                                               | ×                                                                                               | ×                                                                                               |
| 装備一覧          | 手荷物置場       | ○                                                                                               | ○                                                                                               | ○                                                                                               | ×                                                                                               | ○                                                                                               | ○                                                                                               | ○                                                                                               |
| 装備一覧          | 自転車置場       | ×                                                                                               | ○                                                                                               | ×                                                                                               | ×                                                                                               | ○                                                                                               | ○                                                                                               | ×                                                                                               |
| 装備一覧          | スキーラック     | ×                                                                                               | ○                                                                                               | ○                                                                                               | ×                                                                                               | ○                                                                                               | ○                                                                                               | ×                                                                                               |
| 装備一覧          | トイレ           | ×                                                                                               | ○                                                                                               | ×                                                                                               | ×                                                                                               | ○                                                                                               | ○                                                                                               | ×                                                                                               |
| 装備一覧          | 車椅子対応トイレ | ×                                                                                               | ×                                                                                               | ○                                                                                               | ×                                                                                               | ×                                                                                               | ×                                                                                               | ×                                                                                               |
| 装備一覧          | 集電装置         | ×                                                                                               | ○                                                                                               | ×                                                                                               | ×                                                                                               | ×                                                                                               | ○                                                                                               | ×                                                                                               |
| 装備一覧          | 主変圧器         | ×                                                                                               | ○                                                                                               | ×                                                                                               | ×                                                                                               | ×                                                                                               | ○                                                                                               | ×                                                                                               |
| 装備一覧          | 主変換装置       | ○                                                                                               | ×                                                                                               | ○                                                                                               | ×                                                                                               | ○                                                                                               | ×                                                                                               | ○                                                                                               |
| 装備一覧          | 電動空気圧縮器   | ○                                                                                               | ×                                                                                               | ○                                                                                               | ×                                                                                               | ○                                                                                               | ×                                                                                               | ○                                                                                               |
| 1. 2. 3. 4. 5. 6. |                  |                                                                                                 |                                                                                                 |                                                                                                 |                                                                                                 |                                                                                                 |                                                                                                 |                                                                                                 |

## 運行
- ツェントラル鉄道のブリューニック線は全長74.0km、高度差566m、最急勾配25パーミル（粘着区間）もしくは126パーミル（ラック区間）、最高高度1002 m、高度差567 mでルツェルン - インターラーケン・オスト間を結ぶ山岳路線で、2005年まではスイス国鉄の唯一の1 m軌間の路線であった。この路線はルツェルン湖からレマン湖に抜けるゴールデンパスラインの一部で、ルツェルンではスイス国鉄に、途中アルプナハシュタットではルツェルン近郊の観光地であり、ピラトゥス山の竜伝承で知られる標高2132mのピラトゥス山方面へのピラトゥス鉄道[注釈 36]に、ブリエンツではブリエンツ湖の観光船および、ラック式蒸気機関車を運行しているブリエンツ・ロートホルン鉄道[注釈 37]に、インターラーケン・オストではゴールデンパス・ラインの一部でトゥーンを経由してツヴェイジンメンへ至るBLS AG[注釈 38]の路線と、ベルナー・オーバーラント地方やユングフラウ方面へ向かうベルナーオーバーラント鉄道[注釈 39]とそれぞれ接続するとともに、ヘルギスヴィールではスキーおよびスパリゾートであるエンゲルベルク方面への旧ルツェルン-シュタンス-エンゲルベルク鉄道が分岐する観光鉄道であるとともに、一方でスイス7番目の都市で人口約8万人のルツェルンの近郊輸送を担っており、一部区間の複線化等の輸送力増強工事を実施して、Sバーン15系統のうち4系統をツェントラル鉄道が運行している。
- ABeh150形は2012年10月より営業運転を開始し、ABeh160形とともに2012-13年中に全機が納入されて、その後2013年12月のダイヤ改正よりHGe101形およびDe110形と従来型のTypIII系客車に一部はA 102-103形パノラマ客車やWR 421-422形食堂車を連結した「ゴールデンパス・エクスプレス」と呼ばれていたルツェルン - インターラーケン・オスト間のインターレギオを全面的に置き換えて同時に所要時間の短縮（ルツェルン - インターラーケン・オスト間が約2時間から1時間50分に短縮）および所要編成数の削減（同区間で5編成から4編成に削減）がなされている。本形式によるインターレギオは「ルツェルン - インターラーケン・エクスプレス」の名称で1時間間隔で運行され、多客時には3両編成のABeh160形を増結して10両編成で運行されるほか、検査等の都合により、本形式の片側のABeh150.1形もしくはABeh150.2形の代わりにABeh160形を組込んだ7両編成や、WR150.3形を省略した6両編成で運行されることもある[43]。
- ABeh150形およびABeh160形の導入と、これらの機材を使用したダイヤ改正および観光客誘致策の実施により、通勤客、観光客ともに大幅に増加し、2014年の実績で旅客数が26 %増の9.3百万人、旅客人キロは16 %増の157.7百万人キロとなり、本形式によるルツェルン - インターラーケン・エクスプレスも国外からの観光客の増加などの要因により、ゴールデンパス・エクスプレスから利用客数が27 %増加している[49]。さらに2019年の実績では旅客数が10.28百万人、旅客人キロは190.75百万人キロ[50]、人キロベースでの内訳は通勤・通学客19 %、通勤・通学以外の地域利用客27 %、国内旅行客30 %、国外旅行客24 %となっている[51]。2019年時点では以下の機材を使用して運行されており[52]、前述の通り、HGe101形が牽引する客車列車を2025年から本形式の増備形であるABeh151形とABeh160形/ABeh161形の増備形であるABeh162形により置換える計画となっている。
  - ABe130形（SPAZ）：3両10編成
  - ABeh160形/ABeh161形（FINK）：3両11編成
  - ABeh150形（ADLER）：7両4編成
  - HGe101形 + 客車 + ABt 941-943形：3編成
  - HGe101形 + 客車 + 制御客車：3編成
- ツェントラル鉄道のルツェルンから1435 mm軌間のBLS AGを経由して1000 mm軌間のモントルー・オーベルラン・ベルノワ鉄道[注釈 40]のモントルーへ至る観光路線であるゴールデンパス・ラインは本形式と、2022年に[53]モントルー・オーベルラン・ベルノワ鉄道が導入する軌間可変台車を装備する新形客車によって使用機材が一新されるとともに、乗客の乗換えがインターラーケン・オスト1駅のみとなる予定である。

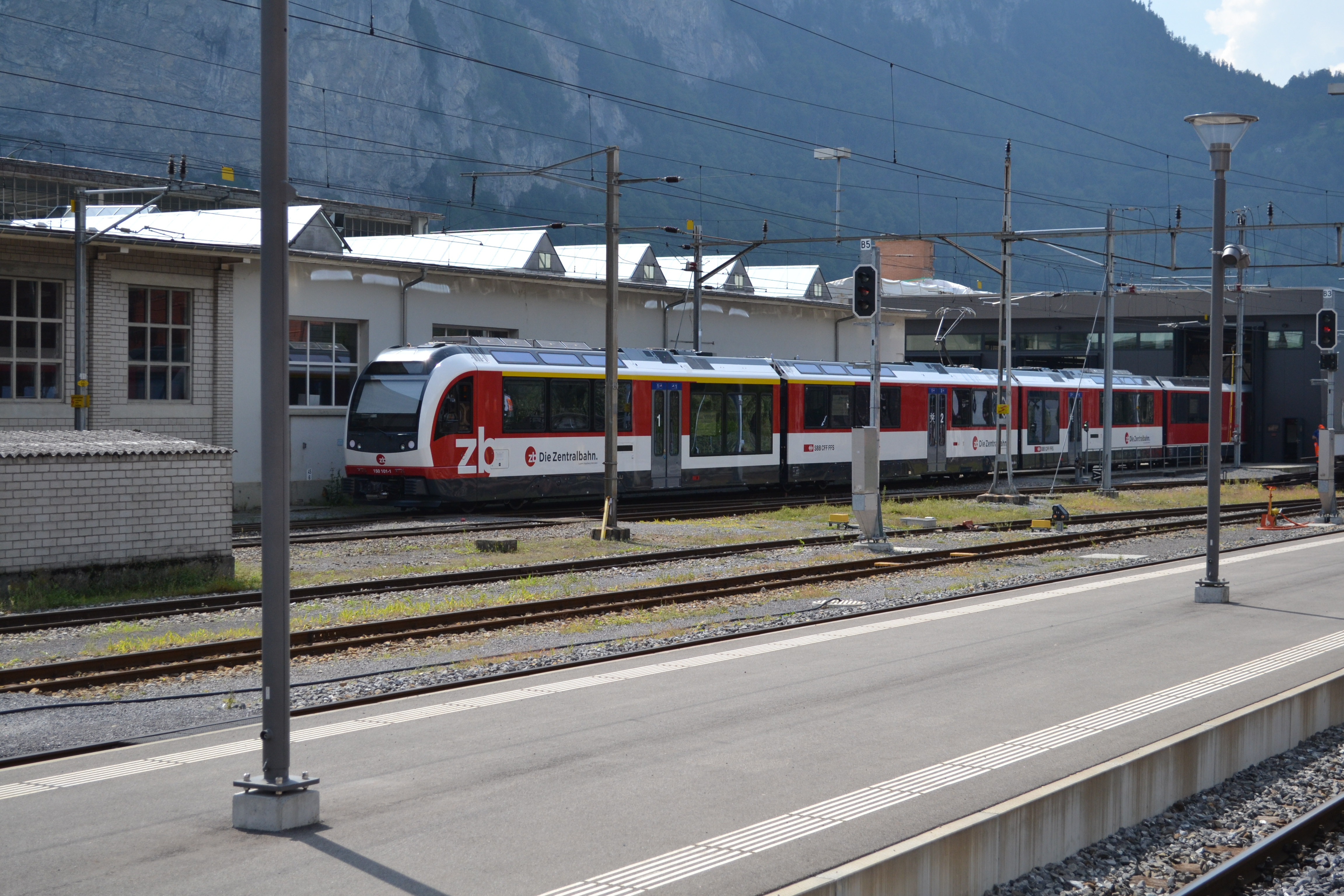
試運転期間中のABeh150 001号機、3両目の側面が赤い部分がビストロとなっている、メイリンゲン駅、2012年
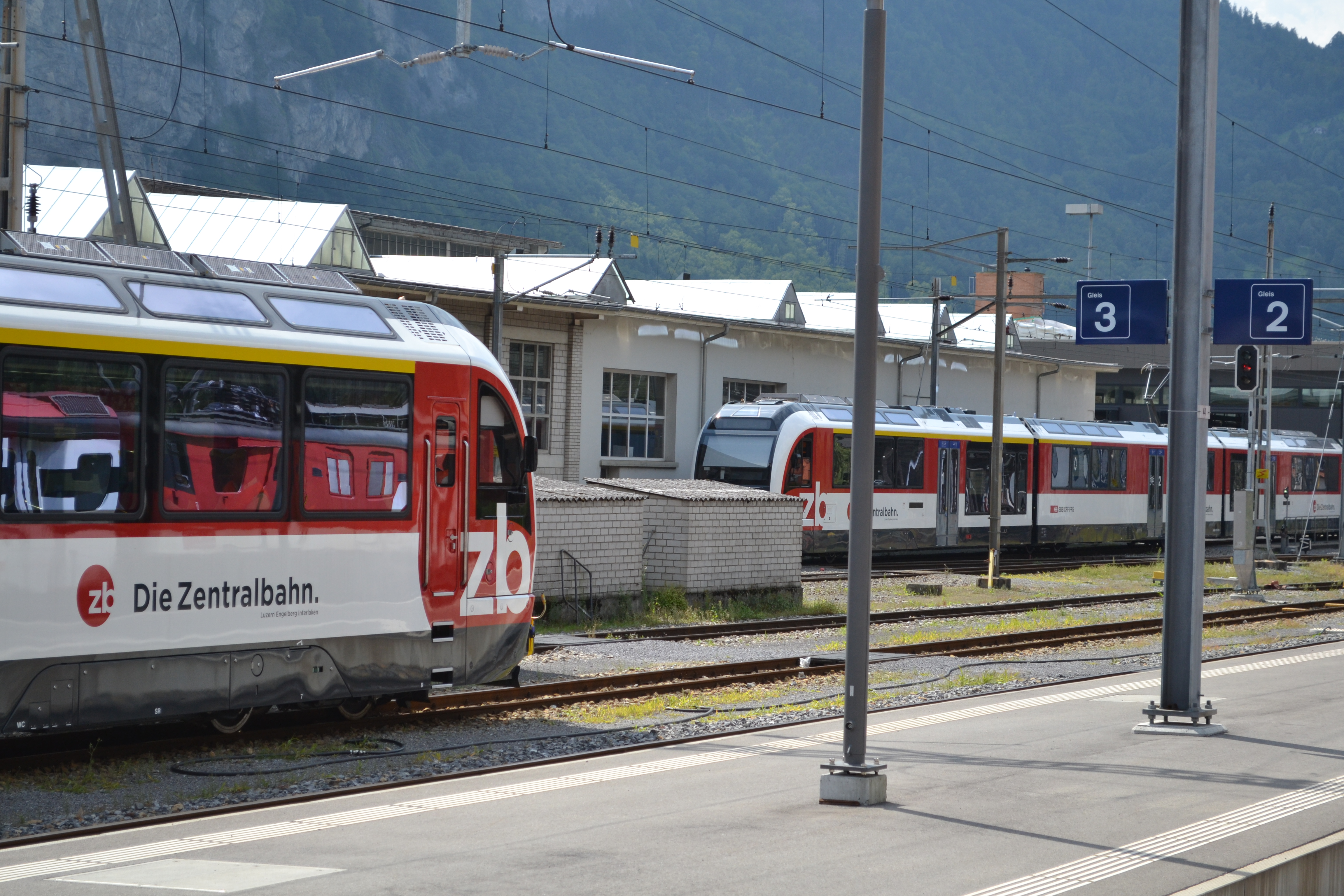
同型で3両編成のABeh160 001号機（手前）と並ぶABeh150 001号機、メイリンゲン駅、2012年
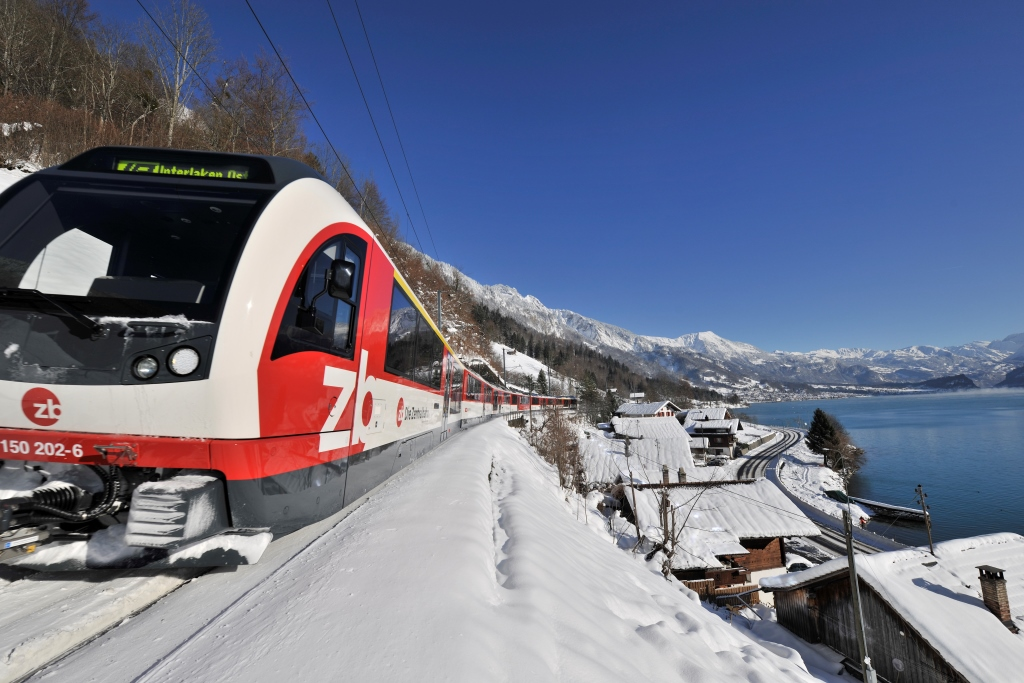
ブリエンツ湖畔を運行するABeh150 002号機、2012年
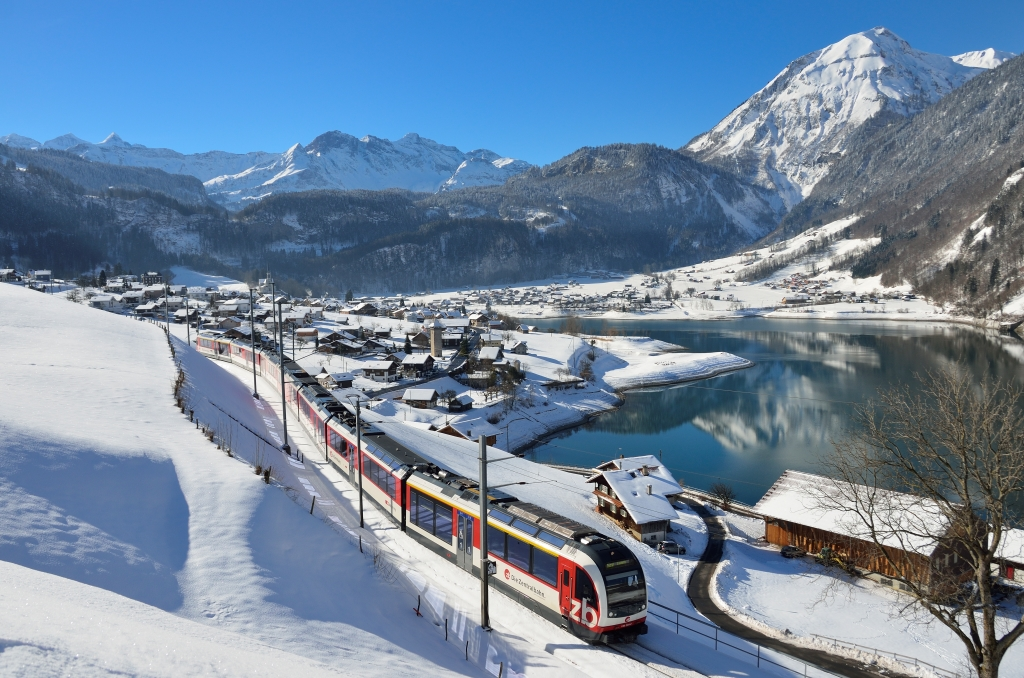
ルンゲルン湖畔を運行するABeh150形、2015年
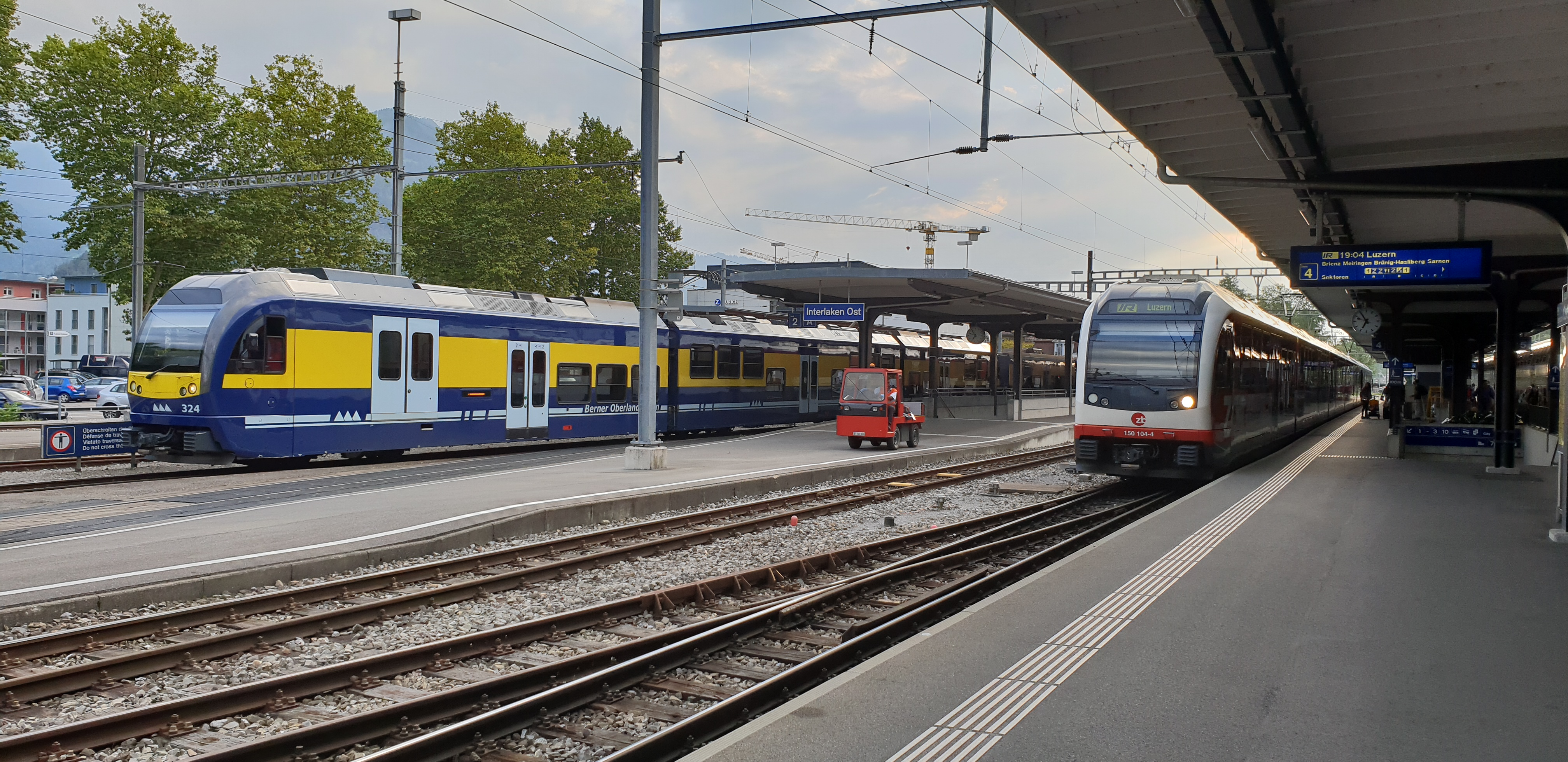
同じStadler Rail製で類似デザインのベルナーオーバーラント鉄道のABDeh8/8 324号機と並ぶABeh150 004号機、インターラーケン・オスト駅、2018年
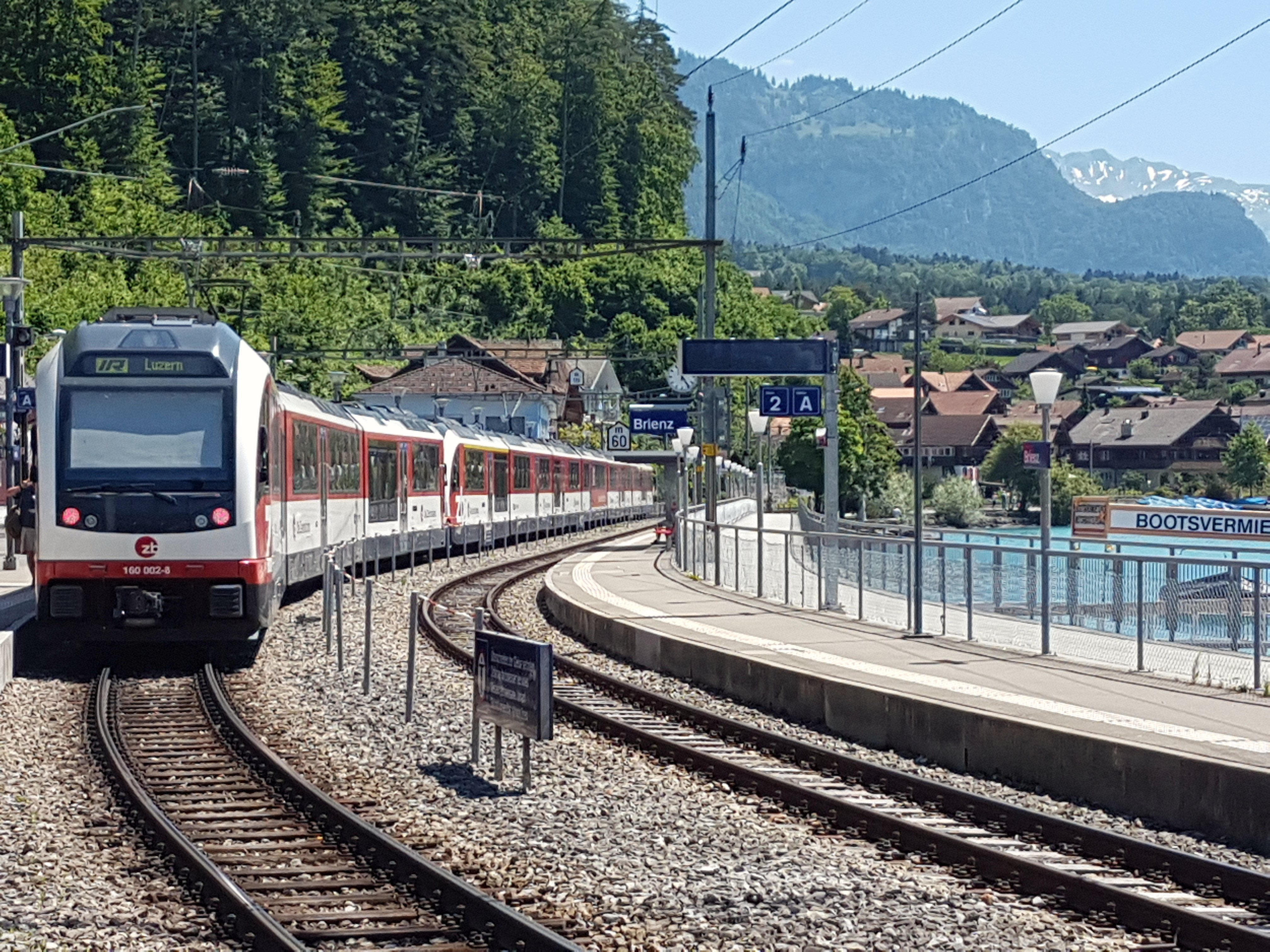
ABeh150形にABeh160形を増結して10両編成としたルツェルン - インターラーケン・エクスプレス、ブリエンツ駅、2018年

## 同型機
- 本形式と同時に発注、導入されるABeh160形および増備車のABeh161形は通称FINKと呼ばれ、車軸配置Bo’1Az’Az1’Bo’で、本形式の片側ユニットを両運転台化した3両編成となっている。外観および車内デザインは本形式と同一であるが、客室内配置が異なっていたり、座席指定表示器を設置していないなど一部設備が変更されている。また、増備形のABeh161形は法規制の変更への対応や製造中止等の理由で一部装備品を変更しているほか、タイヤ摩耗低減のため車輪を一体車輪からタイヤ付車輪に変更している[16]。
- ABeh160形およびABeh161形はルツェルンのSバーンの以下の系統でABe130形とともに運行されるとともに、これらの機体で一部残存していたDe110形がTyp III系を牽引するインターラーケン・オスト - メイリンゲン間の区間列車を置換えているほか、ルツェルン - インターラーケン・オスト間のインターレギオとしてABeh150形の増結編成としても運行されている。
  - S4系統：ルツェルン - シュタンス - ヴォルフェンシーエッセン間
  - S44系統：ルツェルン - シュタンス間（一部駅通過・朝/夜間のみ）
  - S5系統：ルツェルン - ザクセルン - ギスウィル間
  - S55系統：ルツェルン - ザクセルン間（一部駅通過・朝/夜間のみ）

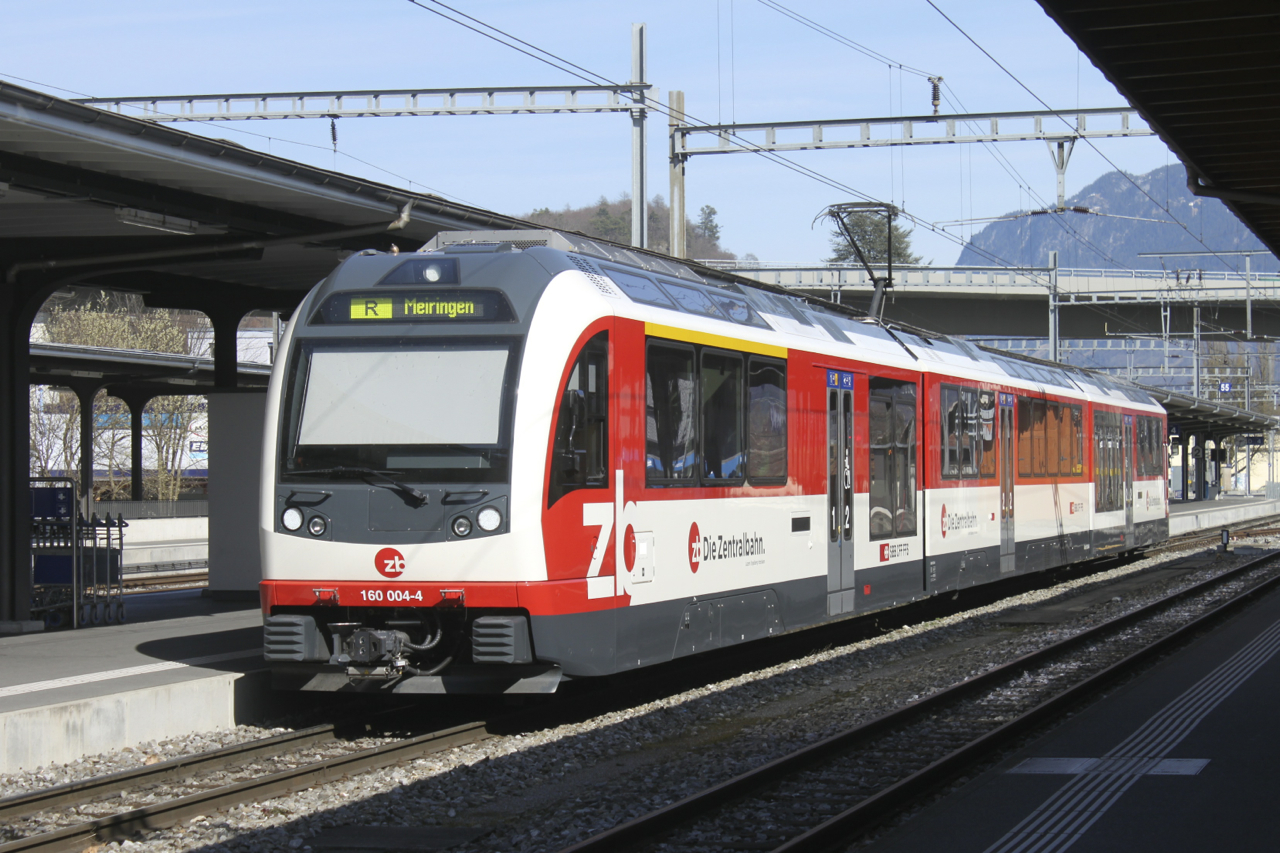
同型で3両編成のABeh160形のABeh160 004号機、インターラーケン・オスト駅、2014年
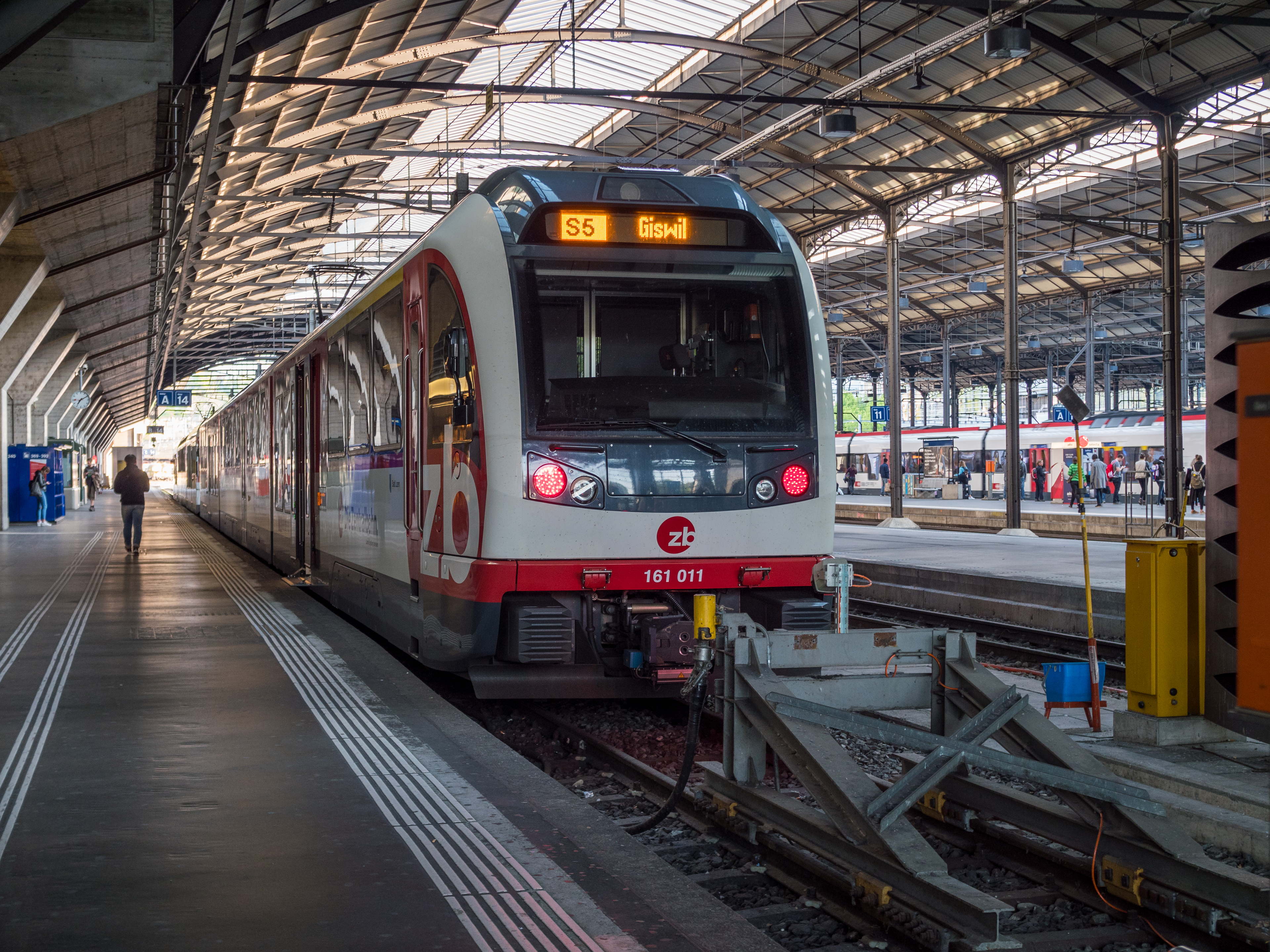
ルツェルンSバーンのS5系統で運行される増備型のABeh161 011号機、 ルツェルン駅、2019年
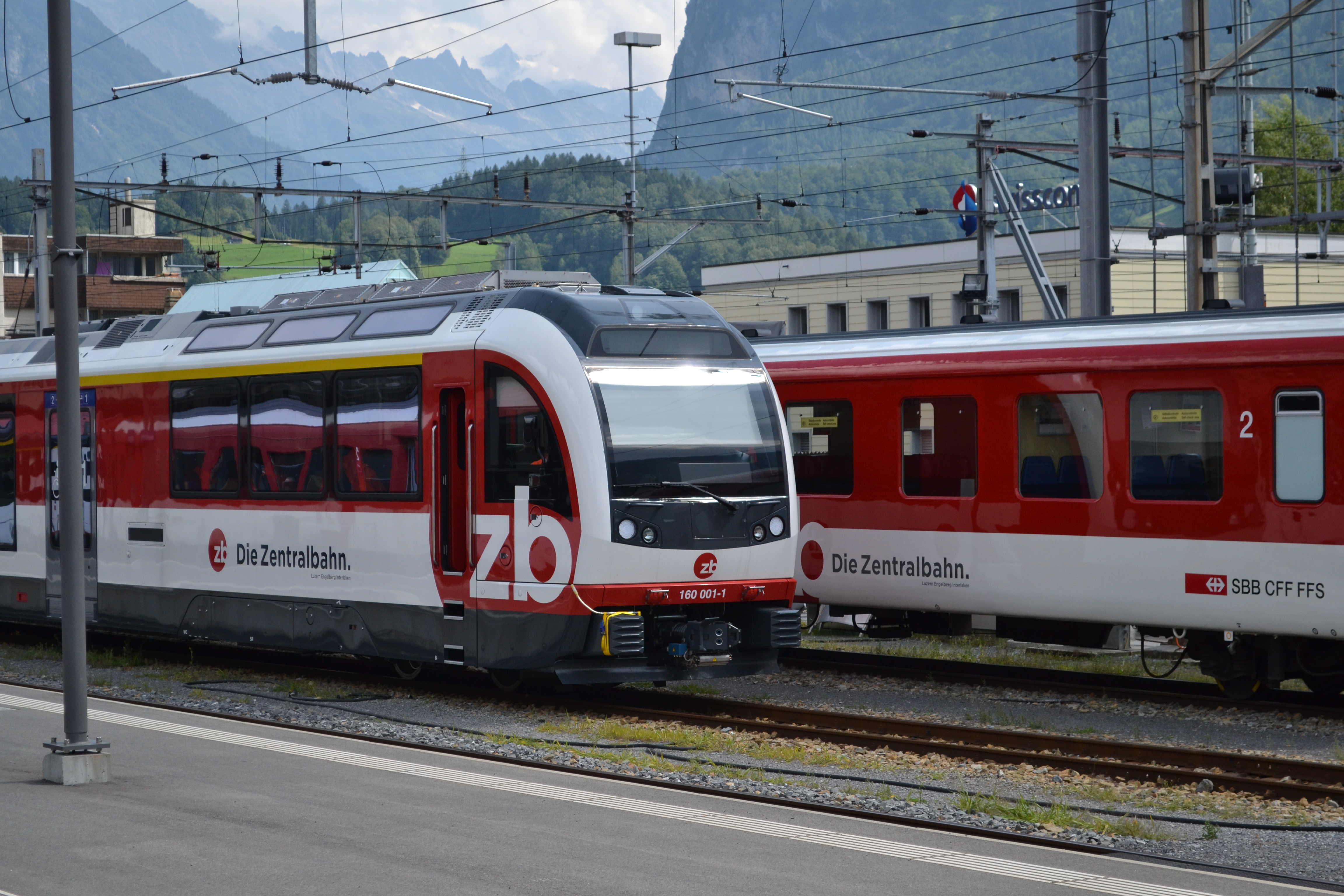
試運転中のABeh160 001号機、マイリンゲン駅、2012年
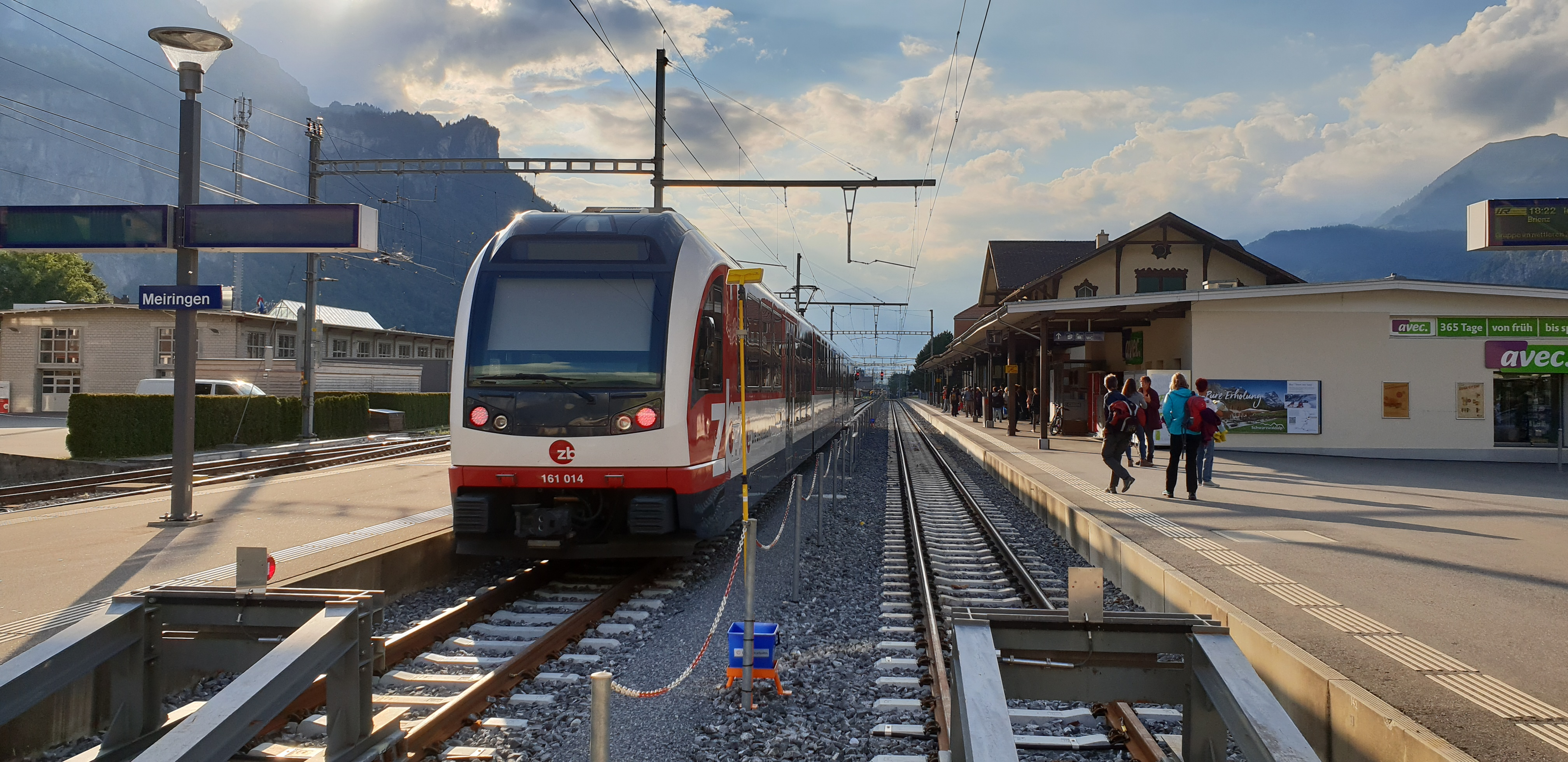
マイリンゲン駅に停車中のABeh161 014号機、2018年